# Dipartimento dell'Alta Padusa
Il dipartimento dell'Alta Padusa fu un dipartimento della Repubblica Cispadana e della Repubblica Cisalpina.

## Storia
Il dipartimento fu istituito il 3 gennaio 1797 con capoluogo Cento. Dopo una prima suddivisione del territorio del 1797 passò uguale ai cisalpini il 3 novembre e venne ridisegnato nel 1798 comprendendo i comuni di Cento, Finale (Finale Emilia), S. Giovanni in Persiceto, S. Pietro in Casale, Pieve (Pieve di Cento), Crevalcore, S. Felice (S. Felice sul Panaro). A seguito della riorganizzazione complessiva decretata con una legge del 5 settembre 1798 il dipartimento dell'Alta Padusa fu soppresso e il territorio compreso entro i confini del dipartimento del Reno.

## Comuni
Il dipartimento, il più piccolo della Repubblica, era composto solo da un gruppetto di comuni.
1. Cento
2. Finale
3. San Giovanni in Persiceto
4. San Pietro in Casale
5. Pieve
6. Crevalcore
7. Sant'Agata
8. San Felice